# Гутьеррес, Карлос Альберто
Карлос Альберто Гутьеррес Армас (исп. Carlos Alberto Gutiérrez Armas; род. 3 февраля 1990, Гвадалахара, Мексика) — мексиканский футболист, защитник клуба «Пуэбла».

## Клубная карьера
Гутьеррес — воспитанник клуба «Атлас» из своего родного города. С 2007 года он начал выступления за молодёжную команду, а также фарм-клуб. 25 января 2009 года в матче против «Крус Асуль» он дебютировал в мексиканской Примере, заменив во втором тайме Гонсало Варгаса. Карлос редко попадал в стартовый состав и в для получения игровой практики в 2011 году на правах аренды перешёл в хорватскую «Риеку». 22 июля в матче против «Осиека» Гутьеррес дебютировал в чемпионате Хорватии. 11 сентября в поединке против «Задара» он забил свой первый гол за «Риеку». После окончания аренды Карлос вернулся в «Атлас», но стать твёрдым футболистом основы так и не смог.
Летом 2013 года Гутьеррес перешёл в столичную «Америку». 2 октября в матче против «Тихуаны» он дебютировал за новый клуб, заменив во втором тайме Нарсисо Мину. Летом 2014 года для получения игровой практики Карлос на правах аренды перешёл в «Минерос де Сакатекас». 19 июля в поединке против «Коррекаминос» он дебютировал в Ассенсо MX.
После окончания аренды Карлос был отдан в «Пуэблу». 27 июля 2015 года в матче против своего предыдущего клуба «Америки» он дебютировал за новую команду. 5 октября в поединке против «Монаркас Морелия» Гутьеррес забил свой первый гол за «Пуэблу».

## Международная карьера
В 2007 году в составе юношеской сборной Мексики Гутьеррес принял участие в юношеском чемпионате Северной Америки в Гондурасе. В 2009 году он поехал на молодёжный чемпионат Северной Америки, где сыграв несколько матчей за молодёжную команду.